# Hylomyscus aeta
Hylomyscus aeta  (Thomas, 1911) è un roditore della famiglia dei Muridi diffuso nell'Africa centrale.

## Descrizione

### Dimensioni
Roditore di piccole dimensioni, con la lunghezza della testa e del corpo tra 77 e 97 mm, la lunghezza della coda tra 131 e 140 mm, la lunghezza del piede tra 17,5 e 20,4 mm e la lunghezza delle orecchie tra 15 e 16 mm.

### Aspetto
Le parti superiori sono giallo-brunastre, con dei riflessi nerastri lungo la schiena, i fianchi sono più chiari, mentre le parti ventrali sono bianche, con la base dei peli grigia. Sono presenti degli anelli più scuri intorno agli occhi. Le orecchie sono bruno-grigiastre. Le zampe anteriori sono biancastre, i piedi sono biancastri con una linea dorsale più scura. La coda è più lunga della testa e del corpo ed è uniformemente marrone. Le femmine hanno un paio di mammelle post-ascellari e 2 paia inguinali. Il cariotipo è 2n=52-54 FN=78-86.

## Biologia

### Comportamento
È una specie arboricola e notturna.

## Distribuzione e habitat
Questa specie è diffusa nell'Africa centrale.
Vive nelle foreste montane miste a vegetazione arbustiva tra i 1.200 e 2.100 metri di altitudine.

## Conservazione
La IUCN Red List, considerato il vasto areale e la popolazione numerosa, classifica H.aeta come specie a rischio minimo (Least Concern).